# سابرینا هرینگ
سابرینا هرینگ (انگلیسی: Sabrina Hering؛ زادهٔ ۱۶ فوریهٔ ۱۹۹۲) ورزشکار اهل آلمان است.
وی در مسابقات کشوری و بین‌المللی در مجموع برندهٔ ۲ مدال نقره شده‌است.